# U 487
U 487 war ein deutsches U-Boot vom Typ XIV, das während des Zweiten Weltkriegs von der deutschen Kriegsmarine eingesetzt wurde. U-Boote dieses Typs wurden zur Versorgung kleinerer U-Boote verwendet, um deren Seezeit zu verlängern, sie wurden daher als U-Tanker bezeichnet und im Marinejargon „Milchkühe“ genannt. Bei seinen zwei Unternehmungen konnte U 487 keine Schiffe versenken aber entsprechend seiner Aufgabenstellung mehrere U-Boote versorgen. Am 13. Juli 1943 wurde es im Mittelatlantik durch Wasserbomben und Bordwaffenbeschuss von Trägerflugzeugen versenkt, wobei 31 Besatzungsmitglieder starben und 31 in US-amerikanische Kriegsgefangenschaft gerieten, einer davon als Schwerversehrter. Eines der angreifenden Flugzeuge wurde auch zerstört.

## Bau und Indienststellung
U 487 war das erste Boot einer neuen Serie von Versorgungsbooten, die insgesamt vierzehn U-Tanker umfasste. Neben diesem Boot wurden neun Weitere fertiggestellt, von denen aber nur drei zum Einsatz kamen. Der Auftrag für den Bau der Boote des Typs XIV wurde am 17. Juli 1941 an die Deutschen Werke in Kiel vergeben, die schon seit 1935 mit dem U-Bootbau Erfahrung hatten und die ersten Boote der damaligen Reichsmarine gebaut hatten. Die Kiellegung von U 487 erfolgte am 13. Dezember 1941, der Stapellauf am 17. Oktober 1942. Die Indienststellung unter Oberleutnant zur See der Reserve Helmut Metz (1906–1943) fand schließlich am 21. Dezember 1942 statt. Wie viele deutsche U-Boote seiner Zeit führte auch U 487 ein bootsspezifisches Zeichen, das am Turm aufgebracht und von der Besatzung an Uniformmützen und Schiffchen getragen wurde. Es handelte sich um die stark stilisierte Darstellung eines Wals aus dessen Blasloch eine Dusche hervorragt, deren Wasserstrahl die Fluke des Tieres bespritzt.

## Einsätze
Nach der Indienststellung am 21. Dezember 1942 absolvierte U 487 seine Ausbildung in der 4. U-Flottille in Stettin, bevor es als Versorgungsboot ab 1. April 1943 zur 12. U-Flottille nach Bordeaux kam. Bei dieser Flottille verblieb es bis zu seiner Versenkung am 13. Juli 1943. Das Boot war eine sogenannte „Milchkuh“ und wurde ausschließlich als Versorgungsboot eingesetzt. Es führte zwei Versorgungsunternehmungen durch.

### Misserfolge im Atlantik
Das Boot lief am 27. März 1943 von Kiel zu seiner ersten Unternehmung aus. Es war eine von vier Milchkühen, welche die in diesem Sommer geplante große Offensive der Kriegsmarine im Atlantik unterstützen sollten. Zur Störung der Geleitzugrouten waren insgesamt 87 U-Boote in den Atlantik beordert worden und sollten eine Offensive eröffnen, die den Güterstrom nach Großbritannien entscheidend behindern sollte – aber fast wirkungslos blieb. U 487 lief am 12. Mai 1943 in Bordeaux ein. Auf dieser 46 Tage dauernden Versorgungsunternehmung im Nordatlantik wurden folgende Boote versorgt: U 168, U 260, U 270, U 584, U 630, U 662, U 84, U 257, U 404, U 425, U 571 und U 618.

### U-Boot-Gruppe „Monsun“
Das Boot lief am 15. Juni 1943 aus Bordeaux aus. Auf dieser 74 Tage langen Versorgungsunternehmung im Mittelatlantik südwestlich der Azoren, wurden folgende Boote versorgt: U 195, U 359, U 382, U 406, U 466, U 591, U 598, U 604 und U 662. U 487 war auf dieser Unternehmung dazu ausersehen, als eine der Anlaufstationen für die Fern-U-Boote der Gruppe Monsun zu dienen, die in den Indischen Ozean beordert waren. Ursprünglich war U 462 für diese Aufgabe vorgesehen, musste aber seine Fahrt wegen Beschädigungen abbrechen, die es infolge von Gefechten erlitten hatte. Bevor eines der Monsun-Boote U 487 erreichte, wurde es versenkt.

## Verbleib
Das Boot wurde am 13. Juli 1943 im Mittelatlantik im Marine-Planquadrat DF 9963 auf 27° 15′ N, 34° 18′ W durch eine Avenger (geflogen von R. P. Williams) und zwei Wildcat-Flugzeuge (C. W. Brewer und Earl W. Steiger) der Squadron VC-13 des amerikanischen Geleitträgers USS Core bei Oberflächenfahrt entdeckt.

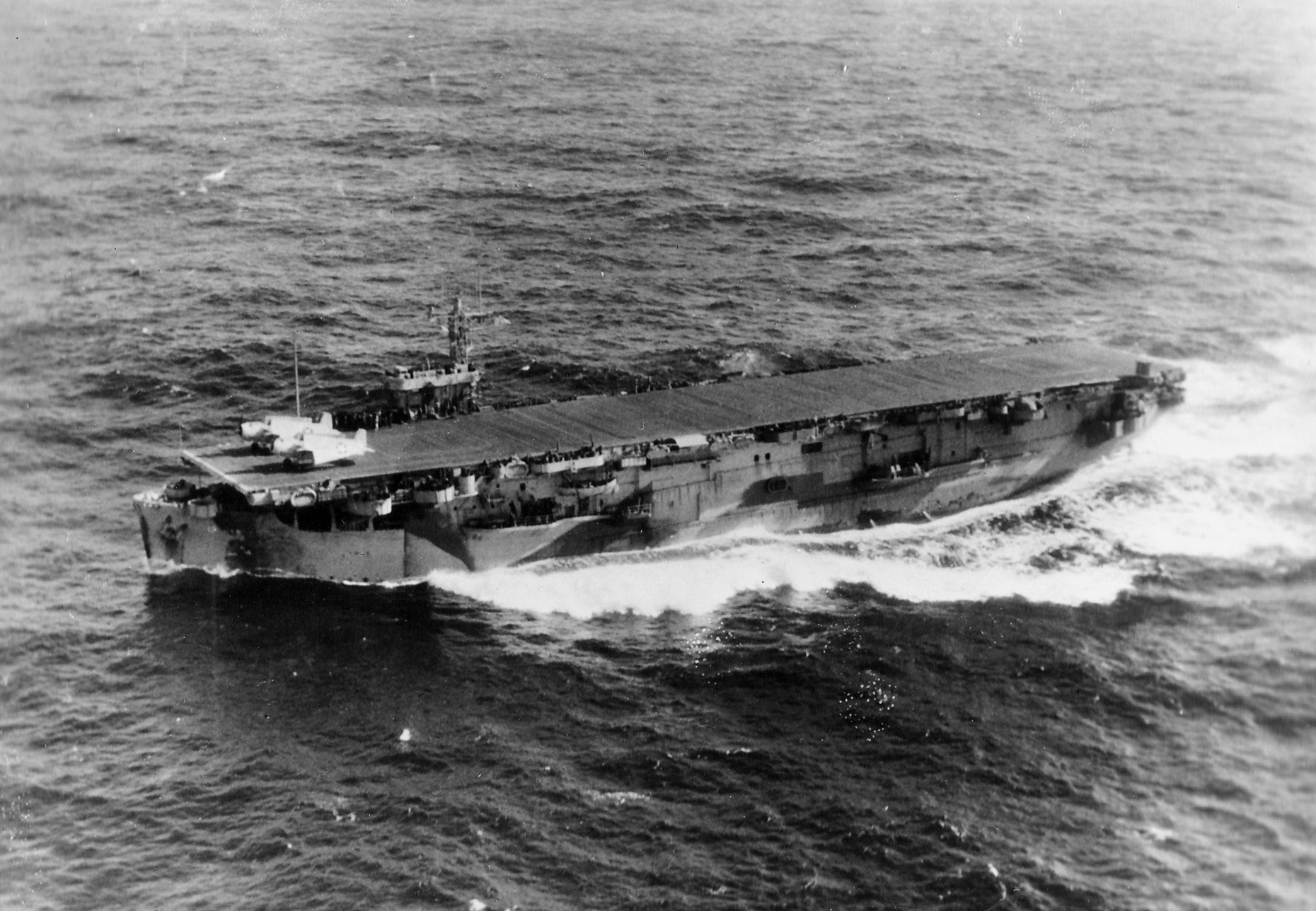
Flugzeuge, die von der USS Core gestartet waren, versenkten U 487

  Metz hatte am 12. Juli den Befehl erhalten, weit südöstlich in den Mittelatlantik vorzudringen, um dort U 648 zu versorgen, das sich auf dem Weg zur amerikanischen Küste befand, sowie mit U 527 zusammenzutreffen, das aus diesem Seegebiet zurückkehrte. Als das Boot angegriffen wurde, verbrachten gerade einige Besatzungsmitglieder ihre Freizeit an Oberdeck. Die Flugzeuge griffen U 487 gegen 18:00 Uhr mit Wasserbomben und Bordwaffenbeschuss an. Die U-Bootbesatzung bemannte die Artillerie und versuchte, die Angreifer abzuwehren, wobei Earl Steiger mit seiner Wildcat abgeschossen wurde und starb. Kurz darauf trafen sechs weitere Flugzeuge ein, die vom Geleitträger USS Core gestartet waren und ins Kampfgeschehen eingriffen. Infolge mehrerer erfolgreicher Angriffe mit Bordwaffen und Wasserbomben sank das U-Boot schließlich mit Bug voran. Wie ein Großteil der Besatzung, war auch Kommandant Helmut Metz infolge des Beschusses ums Leben gekommen – vorher hatte er den Befehl gegeben, das Boot zu verlassen. Drei Rettungsschlauchboote wurden zu Wasser gelassen, doch wurde eins davon durch Bombensplitter versenkt. Die Überlebenden schwammen etwa vier Stunden auf diesen und um die Schlauchboote herum im Wasser, bis ein US-amerikanisches Kriegsschiff eintraf, und die Überlebenden rettete
Der US-Zerstörer der Clemson-Klasse USS Barker nahm zunächst 33 Männer von U 487 an Bord, doch starben zwei davon wenige Minuten später an ihren Verletzungen. So kamen insgesamt 31 Mann – davon drei Offiziere – der Besatzung ums Leben, und ebenfalls 31 Mann – davon vier Offiziere – gerieten in US-amerikanische Kriegsgefangenschaft. Die Gefangenen wurden auf die USS Tarazed überstellt, um sie in die USA zu bringen. 17 der deutschen Gefangenen waren durch Wunden aus Maschinengewehrfeuer, Verbrennungen und innere Verletzungen wegen der Wasserbomben so schwer verwundet, dass sie bereits an Bord der USS Tarazed operiert oder anders medizinisch versorgt werden mussten. Einem der Überlebenden musste an Bord dieses Schiffes ein Arm amputiert werden. Nach der Ankunft in den USA wurden die 17 schwer verwundeten Gefangenen in ein Krankenhaus gebracht und die übrigen im Hafen verhört. Fünf wurden in ein Verhörzentrum gebracht.
Als eine wesentliche Ursache für die Entdeckung des Boots wird die erfolgreiche amerikanische Entzifferung des von den U-Booten benutzten Schlüsselnetzes „Triton“ angesehen, das zur Verschlüsselung des Funkverkehrs mit dem BdU benutzt wurde. Ab April 1943 waren hierzu im U.S. Naval Computing Machine Laboratory mehr als 120 speziell entwickelte Desch-Bombes gefertigt worden, die gegen die von der Kriegsmarine verwendete Enigma-M4 gerichtet waren.